# Championnat du monde de motocross 1996
Navigation
Édition précédente Édition suivante

## Grands Prix de la saison 1996

### 125 cm3
| Manche | Date            | Grand Prix                       | Lieu                 | 1ère manche        | 2ème manche        | Vainqueur du Grand Prix |
| ------ | --------------- | -------------------------------- | -------------------- | ------------------ | ------------------ | ----------------------- |
| 1      | 14 avril 1996   | Grand Prix d'Italie              | Giavera del Montello | Massimo Bartolini  | Massimo Bartolini  | Massimo Bartolini       |
| 2      | 21 avril 1996   | Grand Prix de Suisse             | Payerne              | Sébastien Tortelli | Sébastien Tortelli | Sébastien Tortelli      |
| 3      | 5 mai 1996      | Grand Prix d'Espagne             | Bellpuig             | Sébastien Tortelli | Frédéric Vialle    | Sébastien Tortelli      |
| 4      | 12 mai 1996     | Grand Prix des Pays-Bas          | Lichtenvoorde        | Sébastien Tortelli | Erik Eggens        | Sébastien Tortelli      |
| 5      | 19 mai 1996     | Grand Prix de Hongrie            | Kaposvar             | Sébastien Tortelli | Sébastien Tortelli | Sébastien Tortelli      |
| 6      | 2 juin 1996     | Grand Prix d'Indonésie           | Pugeran              | Frédéric Vialle    | Sébastien Tortelli | Sébastien Tortelli      |
| 7      | 16 juin 1996    | Grand Prix de France             | Cussac               | Sébastien Tortelli | Sébastien Tortelli | Sébastien Tortelli      |
| 8      | 23 juin 1996    | Grand Prix de Grande-Bretagne    | Foxhill              | Sébastien Tortelli | Sébastien Tortelli | Sébastien Tortelli      |
| 9      | 7 juillet 1996  | Grand Prix de Belgique           | Nismes               | Stefan Everts      | Luigi Seguy        | Luigi Seguy             |
| 10     | 14 juillet 1996 | Grand Prix de Slovénie           | Orehova Vas          | Sébastien Tortelli | Sébastien Tortelli | Sébastien Tortelli      |
| 11     | 28 juillet 1996 | Grand Prix de République Tchèque | Jinin                | Paul Malin         | Sébastien Tortelli | Sébastien Tortelli      |
| 12     | 28 août 1996    | Grand Prix d'Allemagne           | Holzgerlingen        | Sébastien Tortelli | Sébastien Tortelli | Sébastien Tortelli      |

### 250 cm3
| Manche | Date               | Grand Prix                    | Lieu                 | 1ère manche      | 2ème manche      | Vainqueur du Grand Prix |
| ------ | ------------------ | ----------------------------- | -------------------- | ---------------- | ---------------- | ----------------------- |
| 1      | 24 mars 1996       | Grand Prix d'Espagne          | Talavera de la Reina | Stefan Everts    | Stefan Everts    | Stefan Everts           |
| 2      | 31 mars 1996       | Grand Prix des Pays-Bas       | Valkenswaard         | Stefan Everts    | Stefan Everts    | Stefan Everts           |
| 3      | 14 avril 1996      | Grand Prix d'Allemagne        | Teutschenthal        | Marnicq Bervoets | Tallon Vohland   | Marnicq Bervoets        |
| 4      | 21 avril 1996      | Grand Prix de Pologne         | Gdynia               | Marnicq Bervoets | Marnicq Bervoets | Marnicq Bervoets        |
| 5      | 5 mai 1996         | Grand Prix d'Italie           | Mantoue              | Marnicq Bervoets | Marnicq Bervoets | Marnicq Bervoets        |
| 6      | 2 juin 1996        | Grand Prix de Suède           | Tibro                | Marnicq Bervoets | Yves Demaria     | Marnicq Bervoets        |
| 7      | 16 juin 1996       | Grand Prix de Finlande        | Heinola              | Marnicq Bervoets | Marnicq Bervoets | Marnicq Bervoets        |
| 8      | 23 juin 1996       | Grand Prix de Grande-Bretagne | Foxhill              | Stefan Everts    | Stefan Everts    | Stefan Everts           |
| 9      | 14 juillet 1996    | Grand Prix du Brésil          | Belo Horizonte       | Stefan Everts    | Stefan Everts    | Stefan Everts           |
| 10     | 28 juillet 1996    | Grand Prix de Saint-Marin     | Borgo Maggiore       | Andrea Bartolini | Yves Demaria     | Yves Demaria            |
| 11     | 4 août 1996        | Grand Prix de France          | Iffendic             | Stefan Everts    | Stefan Everts    | Stefan Everts           |
| 12     | 18 août 1996       | Grand Prix de Belgique        | Kester               | Stefan Everts    | Marnicq Bervoets | Tallon Vohland          |
| 13     | 1er septembre 1996 | Grand Prix de Suisse          | Roggenburg           | Stefan Everts    | Frédéric Bolley  | Frédéric Bolley         |

### 500 cm3
| Manche | Date             | Grand Prix                       | Lieu          | 1ère manche     | 2ème manche     | Vainqueur du Grand Prix |
| ------ | ---------------- | -------------------------------- | ------------- | --------------- | --------------- | ----------------------- |
| 1      | 31 mars 1996     | Grand Prix d'Italie              | Asti          | Shayne King     | Shayne King     | Shayne King             |
| 2      | 21 avril 1996    | Grand Prix d'Autriche            | Schwanenstadt | Rupert Walkner  | Darryl King     | Darryl King             |
| 3      | 5 mai 1996       | Grand Prix de France             | Plomion       | Joël Smets      | Shayne King     | Shayne King             |
| 4      | 12 mai 1996      | Grand Prix du Portugal           | Arganil       | Darryl King     | Shayne King     | Shayne King             |
| 5      | 2 juin 1996      | Grand Prix de Slovaquie          | Sverepec      | Joël Smets      | Joël Smets      | Joël Smets              |
| 6      | 16 juin 1996     | Grand Prix des Pays-Bas          | Berghem       | Leon Giesbers   | Leon Giesbers   | Leon Giesbers           |
| 7      | 30 juin 1996     | Grand Prix de République Tchèque | Kramolín      | Shayne King     | Joël Smets      | Shayne King             |
| 8      | 21 juillet 1996  | Grand Prix d'Irlande             | Cork          | Jacky Martens   | Darryl King     | Shayne King             |
| 9      | 4 août 1996      | Grand Prix de Belgique           | Namur         | Jacky Martens   | Shayne King     | Shayne King             |
| 10     | 11 août 1996     | Grand Prix du Luxembourg         | Reil          | Bernd Eckenbach | Peter Johansson | Peter Johansson         |
| 11     | 25 août 1996     | Grand Prix de Suède              | Saxtorpsbanan | Joël Smets      | Shayne King     | Jacky Martens           |
| 12     | 8 septembre 1996 | Grand Prix d'Allemagne           | Gaildorf      | Pit Beirer      | Bernd Eckenbach | Peter Johansson         |

## Classement du Championnat du Monde 125 cm3
| Clas. | Pilote               | Pays            | Constructeur | Nombre de points | Nombre de victoires de GP | Nombre de podiums de GP | Nombre de victoires de manches |
| ----- | -------------------- | --------------- | ------------ | ---------------- | ------------------------- | ----------------------- | ------------------------------ |
| 1     | Sébastien Tortelli   | France          | Kawasaki     | 392              | 10                        | 10                      | 16                             |
| 2     | Paul Malin           | Grande-Bretagne | Yamaha       | 283              |                           | 9                       | 1                              |
| 3     | Frédéric Vialle      | France          | Yamaha       | 276              |                           | 6                       | 2                              |
| 4     | Luigi Seguy          | France          | Kawasaki     | 203              | 1                         | 3                       | 1                              |
| 5     | Michele Fanton       | Italie          | Kawasaki     | 168              |                           | 2                       |                                |
| 6     | Colin Dugmore        | Afrique du Sud  | Honda        | 158              |                           |                         |                                |
| 7     | Alessandro Belometti | Italie          | Honda        | 156              |                           |                         |                                |
| 8     | Stéphane Roncada     | France          | Honda        | 149              |                           |                         |                                |
| 9     | Erik Camerlengo      | Italie          | Yamaha       | 125              |                           | 1                       |                                |
| 10    | Bobby Moore          | États-Unis      | Yamaha       | 121              |                           | 1                       |                                |
| 11    | Brian Jorgensen      | Danemark        | Suzuki       | 113              |                           | 1                       |                                |
| 12    | Mickaël Maschio      | France          | Honda        | 109              |                           | 1                       |                                |
| 13    | Mauro Dal Lago       | Italie          | Honda        | 103              |                           |                         |                                |
| 14    | Philippe Dupasquier  | Suisse          | Kawasaki     | 94               |                           |                         |                                |
| 15    | Andreas Kanstinger   | Allemagne       | Honda        | 70               |                           |                         |                                |
| 16    | David Vuillemin      | France          | Kawasaki     | 54               |                           |                         |                                |
| 17    | Javier Colomer       | Espagne         | Suzuki       | 51               |                           |                         |                                |
| 18    | Thomas Traversini    | Italie          | Husqvarna    | 50               |                           |                         |                                |
| 19    | Marcel Van Drunen    | Pays-Bas        | Honda        | 45               |                           |                         |                                |
| 20    | Massimo Bartolini    | Italie          | TM           | 40               | 1                         | 1                       | 2                              |
| 21    | Carl Nunn            | Grande-Bretagne | Honda        | 39               |                           |                         |                                |
| 22    | Nicolas Charlier     | France          | Kawasaki     | 36               |                           |                         |                                |
| 23    | Simone Girolami      | Saint-Marin     | Honda        | 34               |                           |                         |                                |
| 24    | Pedro Tragter        | Pays-Bas        | Suzuki       | 32               |                           | 1                       |                                |
| 25    | Claudio Federici     | Italie          | Yamaha       | 26               |                           |                         |                                |
| 26    | Erik Eggens          | Pays-Bas        | Honda        | 24               |                           |                         | 1                              |
| 27    | Craig Pratley        | Grande-Bretagne | Suzuki       | 24               |                           |                         |                                |
| 28    | Marco Stallman       | Pays-Bas        | Kawasaki     | 22               |                           |                         |                                |
| 29    | Stefan Everts        | Belgique        | Honda        | 20               |                           |                         | 1                              |
| 30    | Bernd Eckenbach      | Allemagne       | Kawasaki     | 13               |                           |                         |                                |

## Classement du Championnat du Monde 250 cm3
| Clas. | Pilote             | Pays             | Constructeur | Nombre de points | Nombre de victoires de GP | Nombre de podiums de GP | Nombre de victoires de manches |
| ----- | ------------------ | ---------------- | ------------ | ---------------- | ------------------------- | ----------------------- | ------------------------------ |
| 1     | Stefan Everts      | Belgique         | Honda        | 390              | 5                         | 9                       | 12                             |
| 2     | Marnicq Bervoets   | Belgique         | Suzuki       | 381              | 5                         | 9                       | 9                              |
| 3     | Tallon Vohland     | États-Unis       | Kawasaki     | 346              | 1                         | 9                       | 1                              |
| 4     | Yves Demaria       | France           | Yamaha       | 253              | 1                         | 1                       | 2                              |
| 5     | Frédéric Bolley    | France           | Kawasaki     | 240              | 1                         | 4                       | 1                              |
| 6     | Andrea Bartolini   | Italie           | Yamaha       | 230              |                           | 3                       | 1                              |
| 7     | Pit Beirer         | Allemagne        | Honda        | 194              |                           | 1                       |                                |
| 8     | Werner Dewit       | Belgique         | Suzuki       | 180              |                           | 1                       |                                |
| 9     | Joakim Karlsson    | Suède            | Honda        | 172              |                           | 1                       |                                |
| 10    | Pedro Tragter      | Pays-Bas         | Suzuki       | 139              |                           |                         |                                |
| 11    | Peter Iven         | Belgique         | Kawasaki     | 118              |                           |                         |                                |
| 12    | Remy Van Rees      | Pays-Bas         | Kawasaki     | 115              |                           | 1                       |                                |
| 13    | Alessandro Puzar   | Italie           | Honda        | 95               |                           |                         |                                |
| 14    | Robert Herring     | Grande-Bretagne  | Honda        | 77               |                           |                         |                                |
| 15    | Paul Cooper        | Grande-Bretagne  | Kawasaki     | 69               |                           |                         |                                |
| 16    | Alessio Chiodi     | Italie           | Yamaha       | 64               |                           |                         |                                |
| 17    | Leon Giesbers      | Pays-Bas         | KTM          | 47               |                           |                         |                                |
| 18    | Kurt Nicoll        | Grande-Bretagne  | KTM          | 46               |                           |                         |                                |
| 19    | Thierry Bethys     | France           | Honda        | 36               |                           |                         |                                |
| 20    | Jaimy Scevenels    | Belgique         | Honda        | 34               |                           |                         |                                |
| 21    | Miska Aaltonen     | Finlande         | Honda        | 32               |                           |                         |                                |
| 22    | Mark Eastwood      | Grande-Bretagne  | Honda        | 30               |                           |                         |                                |
| 23    | Joshua Coppins     | Nouvelle-Zélande | Suzuki       | 17               |                           |                         |                                |
| 24    | Sébastien Tortelli | France           | Kawasaki     | 15               |                           |                         |                                |
| 25    | Bader Manneh       | États-Unis       | Honda        | 12               |                           |                         |                                |
| 26    | Justin Morris      | Grande-Bretagne  | Honda        | 11               |                           |                         |                                |
| 27    | Rudy Van Leeuwen   | Belgique         | Yamaha       | 8                |                           |                         |                                |
| 28    | Michele Monti      | Italie           | Honda        | 6                |                           |                         |                                |
| 29    | Joakim Eliasson    | Suède            | Yamaha       | 6                |                           |                         |                                |
| 30    | Oscar Vromans      | Pays-Bas         | Kawasaki     | 5                |                           |                         |                                |

## Classement du Championnat du Monde 500 cm3
| Clas. | Pilote                | Pays             | Constructeur | Nombre de points | Nombre de victoires de GP | Nombre de podiums de GP | Nombre de victoires de manches |
| ----- | --------------------- | ---------------- | ------------ | ---------------- | ------------------------- | ----------------------- | ------------------------------ |
| 1.    | Shayne King           | Nouvelle-Zélande | KTM          | 344              | 6                         | 8                       | 7                              |
| 2.    | Joël Smets            | Belgique         | Husaberg     | 266              | 1                         | 8                       | 5                              |
| 3.    | Peter Johansson       | Suède            | Husqvarna    | 229              | 2                         | 6                       | 1                              |
| 4.    | Dietmar Lacher        | Allemagne        | Honda        | 242              |                           | 2                       |                                |
| 5.    | Darryl King           | Nouvelle-Zélande | Honda        | 208              | 1                         | 4                       | 3                              |
| 6.    | Gert-Jan Van Doorn    | Pays-Bas         | Honda        | 188              |                           | 1                       |                                |
| 7.    | Jacky Martens         | Belgique         | Husqvarna    | 160              | 1                         | 3                       | 2                              |
| 8.    | Danny Theybers        | Belgique         | Honda        | 145              |                           | 1                       |                                |
| 9.    | Rupert Walkner        | Autriche         | KTM          | 144              |                           | 1                       | 1                              |
| 10.   | Bernd Eckenbach       | Allemagne        | Kawasaki     | 111              |                           | 1                       | 2                              |
| 11    | Johan Boonen          | Belgique         | Husqvarna    | 92               |                           |                         |                                |
| 12    | Erwin Machtlinger     | Autriche         | Honda        | 79               |                           |                         |                                |
| 13    | Mikkel Caprani        | Danemark         | Husqvarna    | 74               |                           |                         |                                |
| 14    | Dirk Geukens          | Belgique         | Husaberg     | 70               |                           |                         |                                |
| 15    | Franco Rossi          | Italie           | Husqvarna    | 64               |                           |                         |                                |
| 16    | Christian Burnham     | Grande-Bretagne  | Honda        | 57               |                           |                         |                                |
| 17    | Peter Dirckx          | Belgique         | KTM          | 52               |                           |                         |                                |
| 18    | Rony Weustenraed      | Belgique         | Honda        | 52               |                           |                         |                                |
| 19    | James Marsh           | Grande-Bretagne  | KTM          | 52               |                           |                         |                                |
| 20    | Attilio Pignotti      | Italie           | Honda        | 50               |                           |                         |                                |
| 21    | Leon Giesbers         | Pays-Bas         | KTM          | 40               | 1                         | 1                       | 2                              |
| 22    | Trampas Parker        | États-Unis       | Honda        | 36               |                           |                         |                                |
| 23    | Jonas Engdahl         | Suède            | Honda        | 34               |                           |                         |                                |
| 24    | Jochen Jasinski       | Allemagne        | Yamaha       | 34               |                           |                         |                                |
| 25    | Claus Michael Nielsen | Danemark         | KTM          | 26               |                           |                         |                                |
| 26    | Chris Jacobs          | Belgique         | Honda        | 21               |                           |                         |                                |
| 27    | Pit Beirer            | Allemagne        | Honda        | 20               |                           |                         | 1                              |
| 28    | Jason Higgs           | Grande-Bretagne  | Honda        | 20               |                           |                         |                                |
| 29    | Siegfried Bauer       | Autriche         | Kawasaki     | 19               |                           |                         |                                |
| 30    | Fredrik Hedmann       | Suède            | KTM          | 16               |                           |                         |                                |